# West-Graftdijk
West-Graftdijk (52° 33′ N, 4° 48′ L) é uma cidade dos Países Baixos, na província de Holanda do Norte. West-Graftdijk pertence ao município de Alkmaar, e está situada a 10 km, a sul de Alkmaar.
Em 2001, a cidade de West-Graftdijk tinha 583 habitantes. A área urbana da cidade é de 0.12 km², e tem 223 residências.
A área de West-Graftdijk, que também inclui as partes periféricas da cidade, bem como a zona rural circundante, tem uma população estimada em 720 habitantes.